# Stile revival coloniale britannico
Lo Stile revival coloniale britannico (in inglese Colonial Revival), noto anche come Stile Neocoloniale, Revival Georgiano o Stile Neo-Giorgiano) è uno stile architettonico nazionale sviluppatesi negli Stati Uniti.

## Definizione

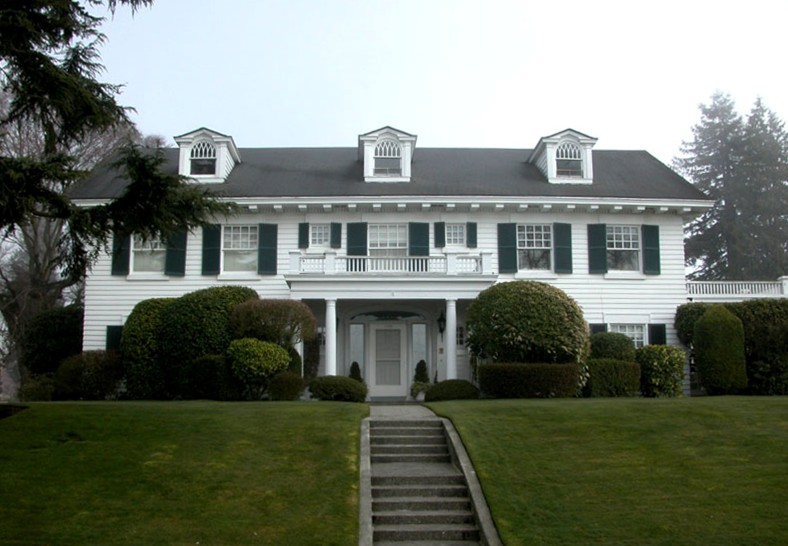
Una casa in stile revival coloniale britannico progettata da Henry M. Jackson a Everett, Washington.

Esso, parte del movimento architettonico del revival coloniale, esso abbraccia lo Stile georgiano e lo Stile neoclassico, cercò di riprendere lo stile architettonico, il disegno di giardini e degli interni dell'architettura coloniale americana. L'Esibizione del Centenario del 1876 risvegliò negli americane il loro interesse per il loro  passato coloniale. Questo movimento raggiunse il proprio apice negli anni '90 dell'Ottocento.

## Storia
L'architettura di revival coloniale americana ebbe luogo dopo il 1876, mantenendosi prettamente ad uso privato mentre per gli edifici pubblici venne utilizzato solo a partire dall'inizio del XX secolo grazie alla sua pubblicizzazione tramite libri e le fotografie di Wallace Nutting con scene di vita nel New England, oltre ad attrazioni storiche come il Colonial Williamsburg.
Durante gli anni successivi alla seconda guerra mondiale, elementi dell'architettura coloniale vennero uniti a quelli popolari dello stile ranch.

## Caratteristiche

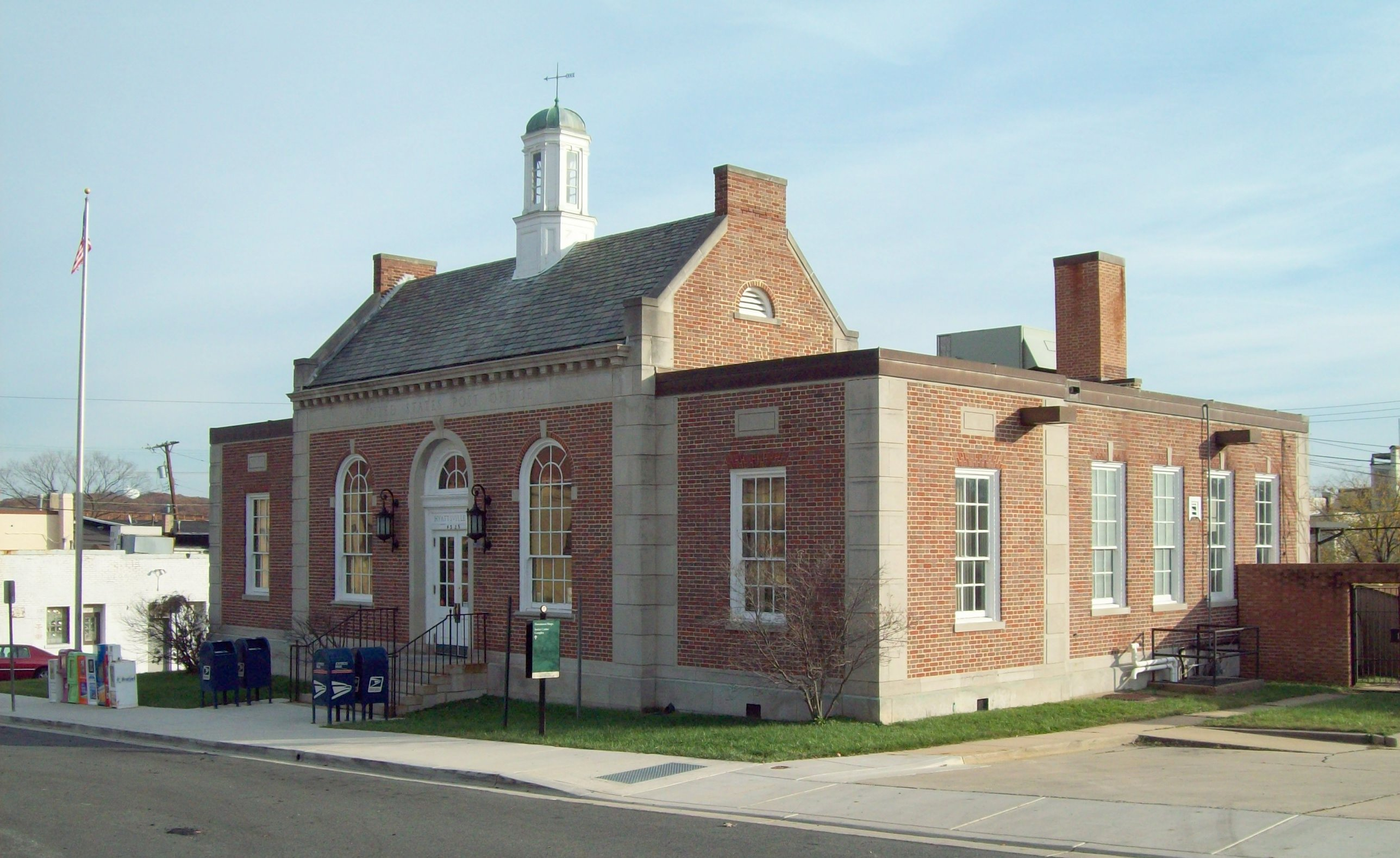
L'ufficio postale di Hyattsville, nel Maryland, in Stile revival coloniale britannico

Lo stile revival coloniale britannico seguì pedissequamente lo stile architettonico del periodo della Rivoluzione Americana e dello Stile Georgiano inglese.
Le strutture sono tipicamente a due piani con la facciata parallela alla strada, con un fronte simmetrico ed una porta d'ingresso accentuata. Le porte stesse erano spesso elaborate, con pilastri, colonne, finestre simmetriche fiancheggianti l'ingresso, portici ed altri elementi decorativi.